# 白鳥を焼く男
『白鳥を焼く男』（はくちょうをやくおとこ、独: Der Schwanendreher（デア・シュヴァーネンドレーアー））は、パウル・ヒンデミットのヴィオラ協奏曲の一つ。『室内音楽第5番』とともに、20世紀に作曲された協奏曲としては、バルトークやウォルトンの作品と並んでヴィオラ奏者の中核的なレパートリーを為している。1935年に作曲され、同年11月14日に作曲者自身によってアムステルダムで初演された。3つの楽章はそれぞれ別々の中世のドイツ民謡に基づいており、そのため時に「古い民謡から作られた協奏曲」などと評されもする。人騒がせな曲名は、直訳すると「白鳥を回す人」であり、終楽章が「あなたは白鳥を回す人ではありませんね?」という民謡を原曲としていることに因んでいる。「白鳥を回す人」とは、白鳥の肉を刺した串を回しながら火で焙り焼く人を指す。作品は多くの点で近代音楽の様式の要素を反映しており、時に耳障りな和声進行が意図的に使われている。

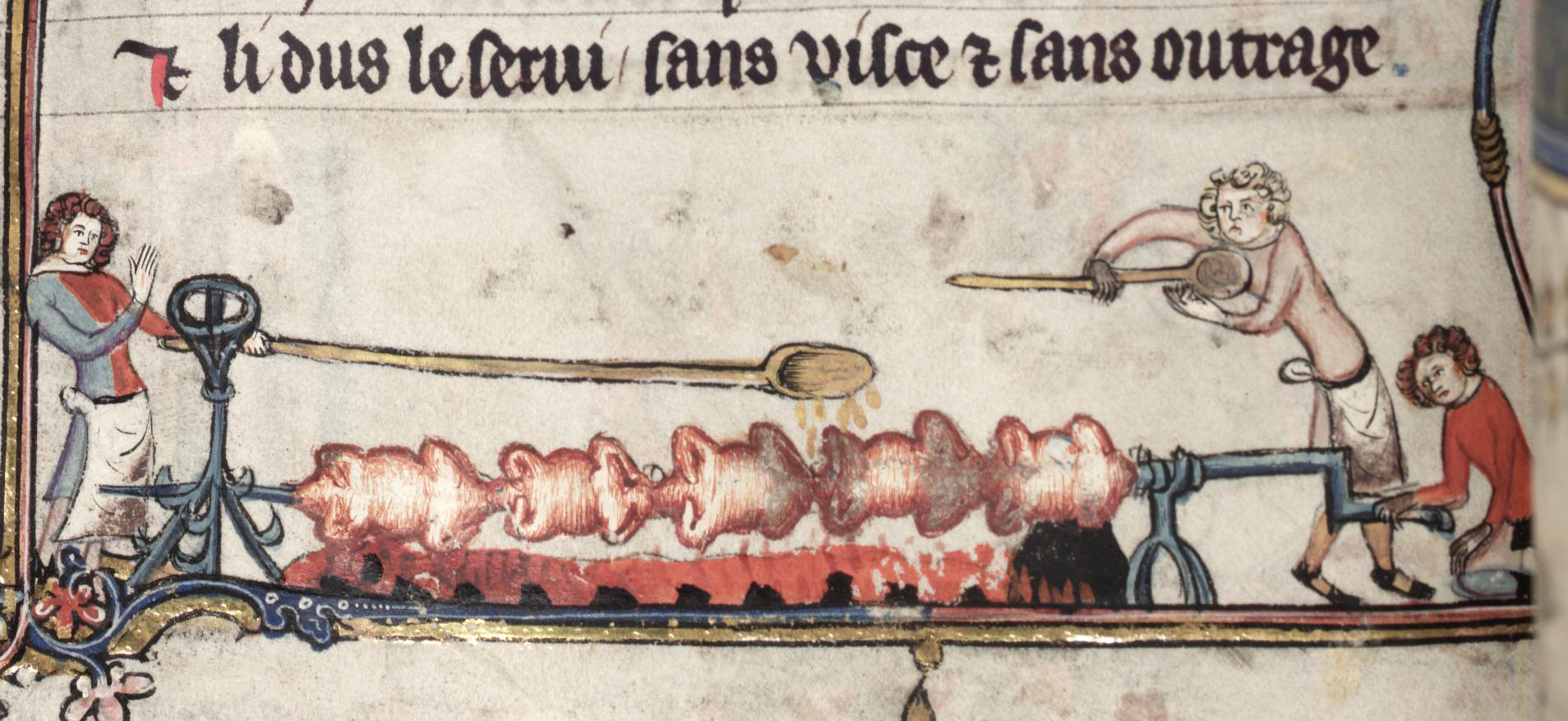

## 楽章構成
「吟遊詩人がやって来て数々の歌を披露する」という趣向で作曲されており、吟遊詩人の役割がヴィオラ独奏に託されている。曲中で使われた古謡は、1877年にフランツ・ベーメ（Franz Böhme）によって出版された『古いドイツの民謡集（Altdeutsches Liederbuch）』から採られた。
1. 「山と深い峡谷の間で」 - 緩やかに～程よく動いて（Zwischen Berg und tiefem Tal. Langsam – Mäßig bewegt, mit Kraft）
2. 「いざその葉を落とせ、小さな菩提樹」 - きわめて穏やかに～フガート（Nun laube, Lindlein, laube. Sehr ruhig – Fugato）
3. 「あなたは白鳥の肉を焼く人ではありませんね？」による変奏曲 - 程よい速さで（Variationen: Seid ihr nicht der Schwanendreher? Mäßig schnell）

## 楽器編成
ヴィオラ独奏を聞き取りやすくするために、ヴァイオリンとヴィオラを省いた特異な楽器編成が採用されている。
フルート2（うち1つはピッコロ持ち替え）、オーボエ1、クラリネット2、ファゴット1、ホルン3、トランペット1、トロンボーン1、ティンパニ、ハープ1、チェロ4、コントラバス3。